# Les Ballets persans
 (février 2015).
Si vous disposez d'ouvrages ou d'articles de référence ou si vous connaissez des sites web de qualité traitant du thème abordé ici, merci de compléter l'article en donnant les références utiles à sa vérifiabilité et en les liant à la section « Notes et références ».
Les Ballets persans (en persan : سازمان باله ایران) est une compagnie de danse enregistrée comme association à but non lucratif en Suède, qui succède à la Compagnie de Ballet national iranien (Iranian National Ballet Company), dissoute depuis la révolution iranienne de 1979. Les Ballets persans ont été fondés par Nima Kiann, danseur, chorégraphe et savant de danse suédoise et iranienne. La compagnie tourne internationalement avec un répertoire basé sur le patrimoine culturel persan.
Le projet de restauration du Ballet national iranien a été introduit en 1998 par Nima Kiann et a pris cinq ans à se réaliser. La première mondiale de la compagnie a été au Cirkus, Kungliga Djurgården à Stockholm, le 7 octobre 2002, et a impliqué plus de 100 personnes de 22 nationalités différentes. Le projet est mentionné comme le plus grand projet artistique individuel iranien entrepris en dehors du pays.
Les Ballets persans sont également connus comme The New Iranian National Ballet. Son nom français a comme modèle les Ballets russes et les Ballets suédois. Ces compagnies sont nées en exil et ont représenté leur culture d'origine en contribuant au développement de l'art de la danse dans leurs pays respectifs. En plus de la production de ballets, la compagnie est également impliquée dans la recherche sur la danse et a ouvert un forum en ligne pour la recherche.
Nima Kiann a initié une collaboration étroite avec diverses compagnies de danse nationale et des artistes de ballet renommés en Asie centrale et dans les anciennes républiques soviétiques. Dans le cadre de ces collaborations, la compagnie a introduit, pour la première fois après la rupture, des chorégraphies soviétiques, par des chorégraphes et des compagnies nationales de danse, par exemple de l'Azerbaïdjan, du Kirghizistan et du Tadjikistan.